# Sarracenia alata
Sarracenia alata este o specie de plante carnivore din genul Sarracenia, familia Sarraceniaceae, ordinul Ericales, descrisă de Wood. A fost clasificată de IUCN ca specie cu risc scăzut. Conform Catalogue of Life specia Sarracenia alata nu are subspecii cunoscute.

## Galerie de imagini

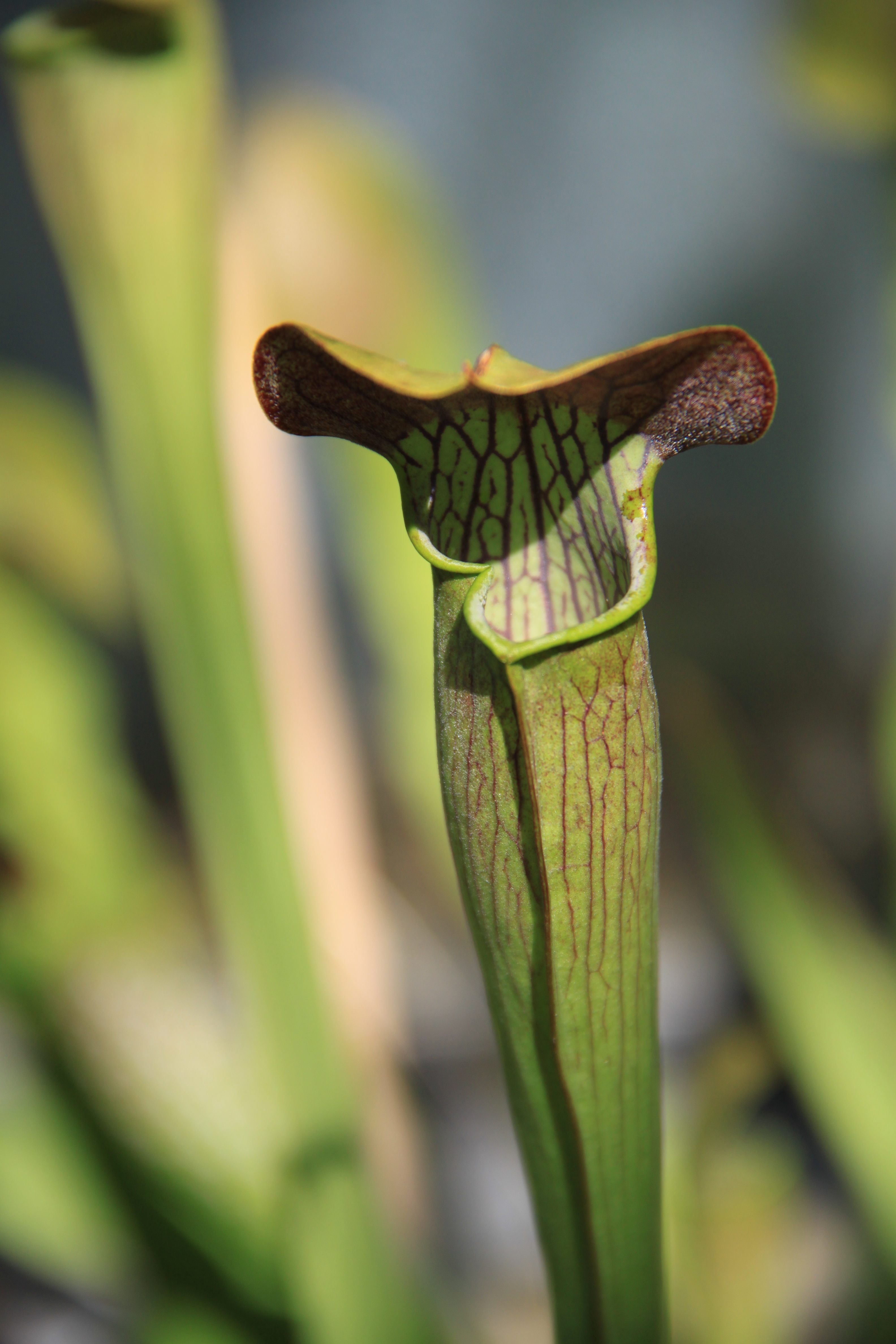
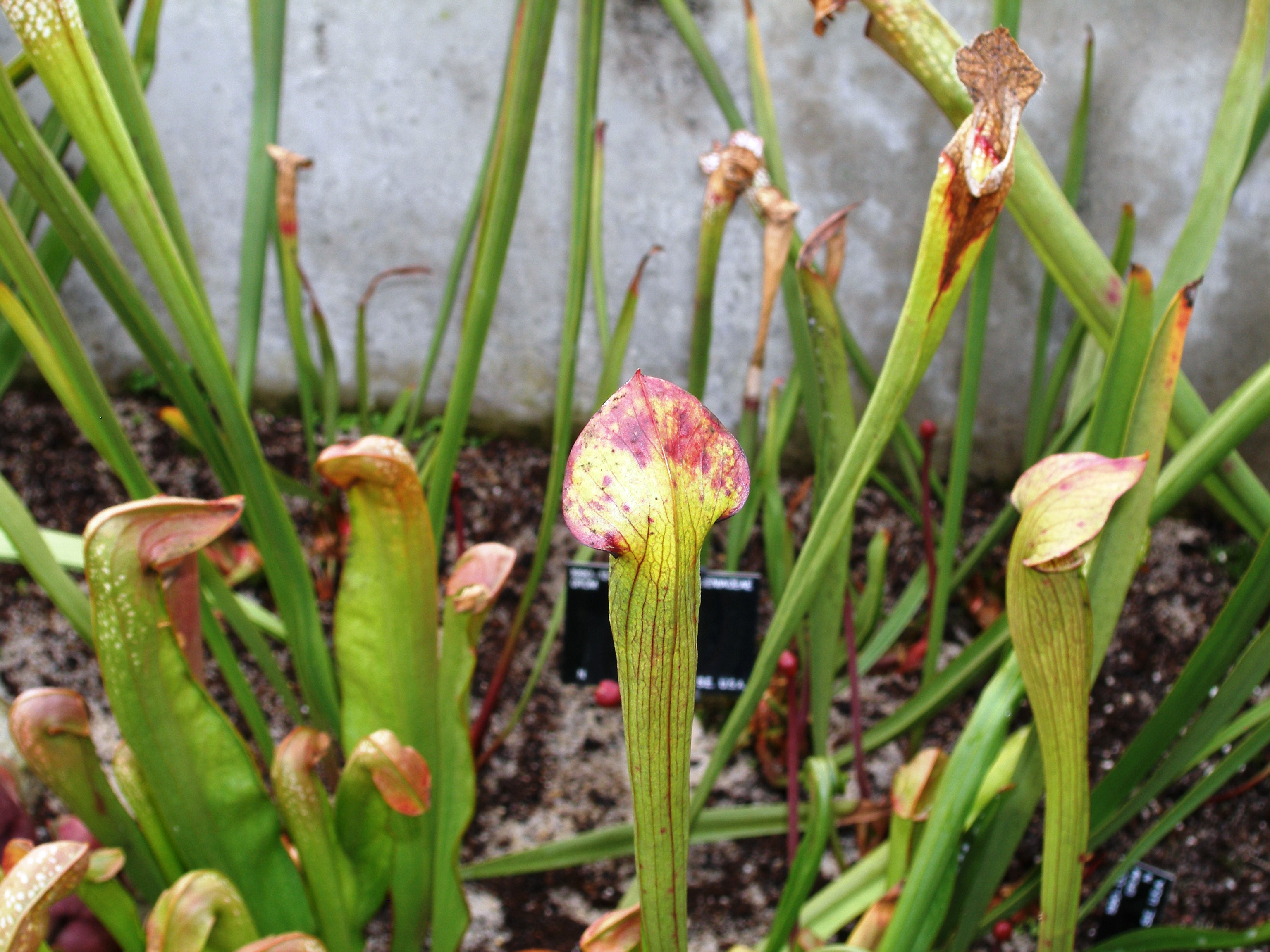
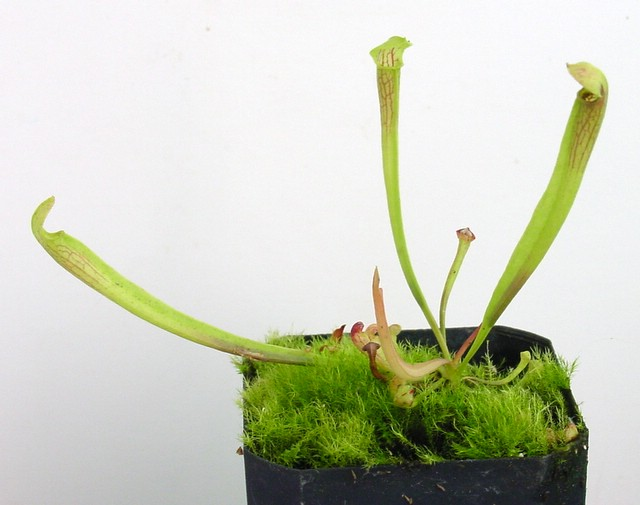
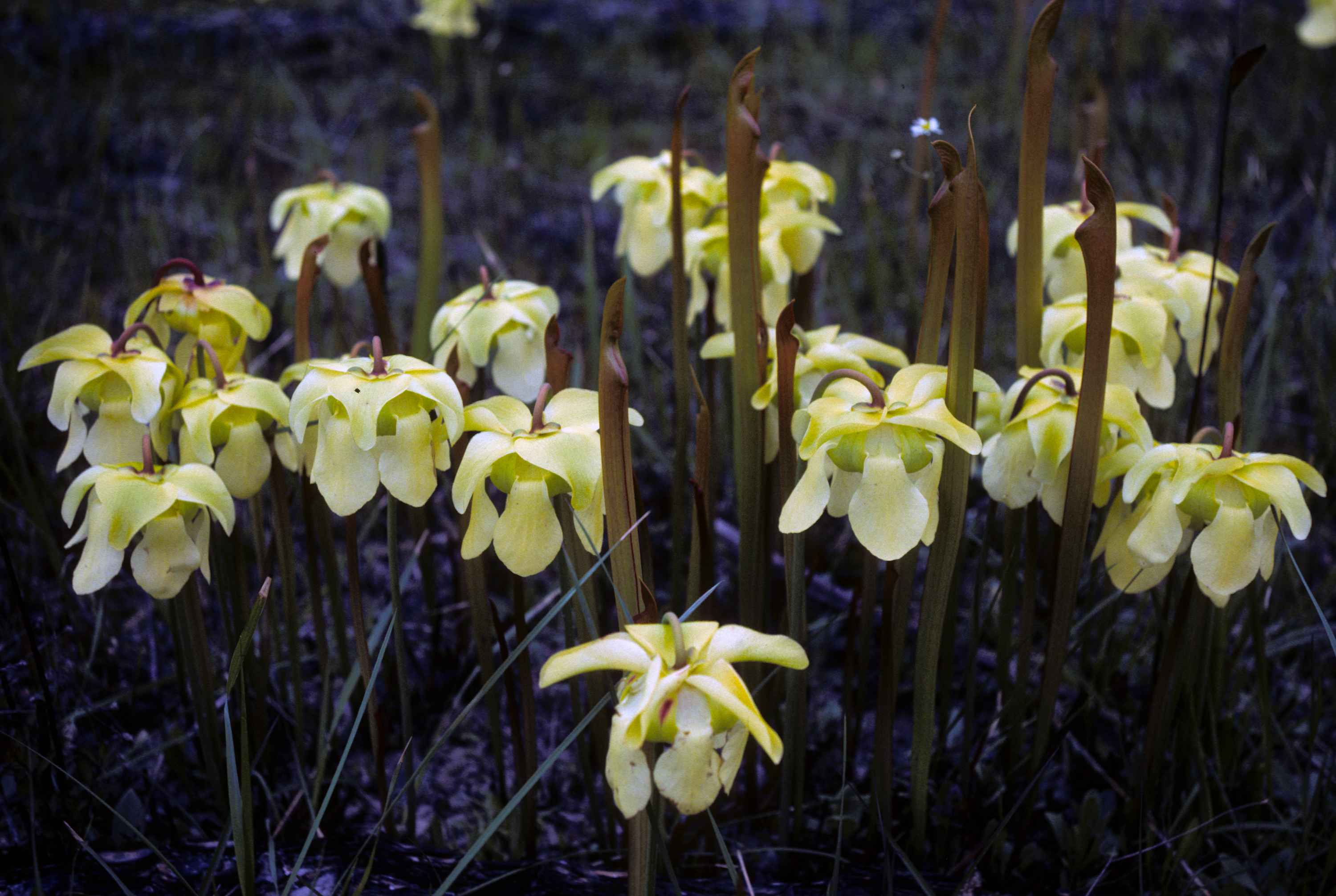
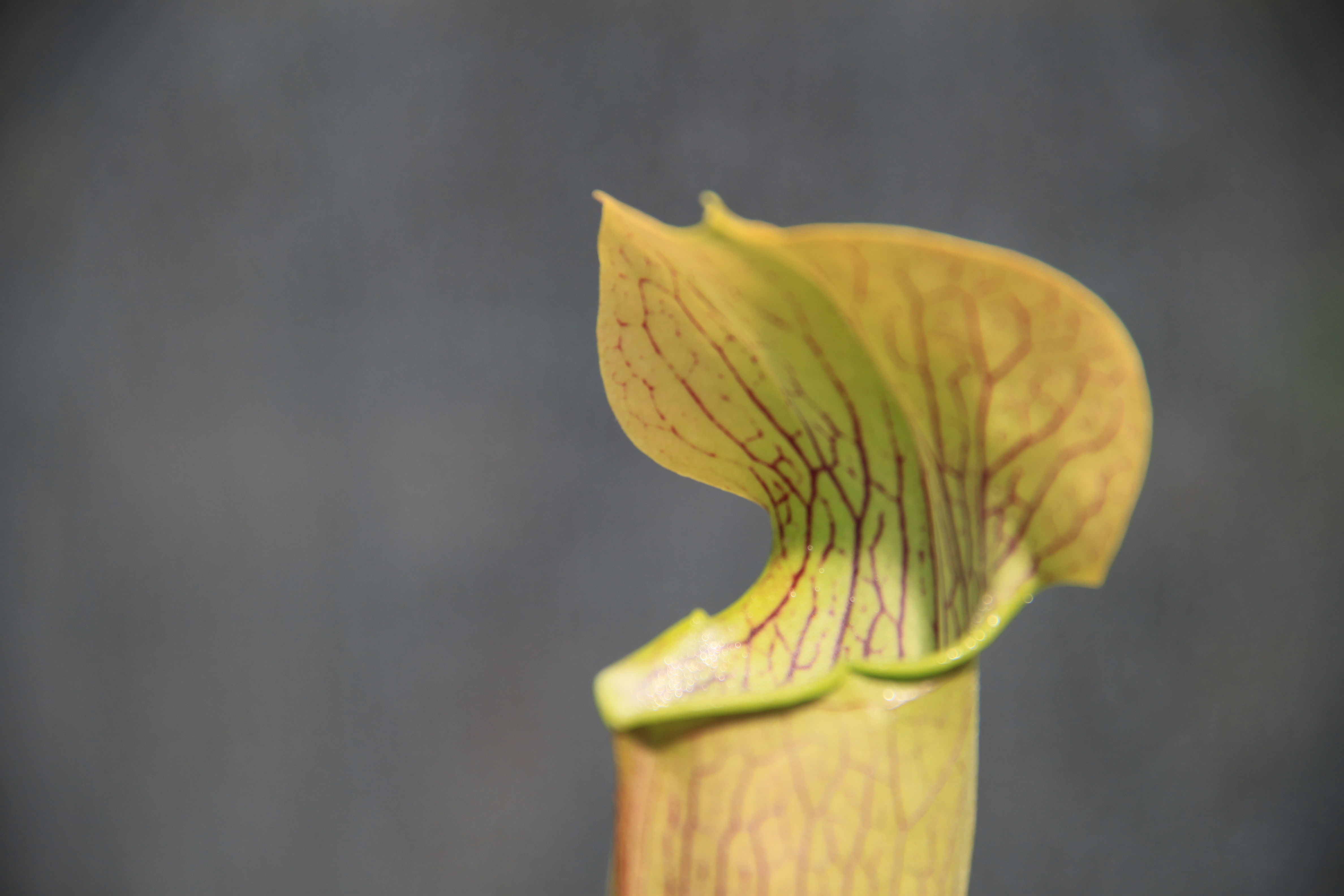
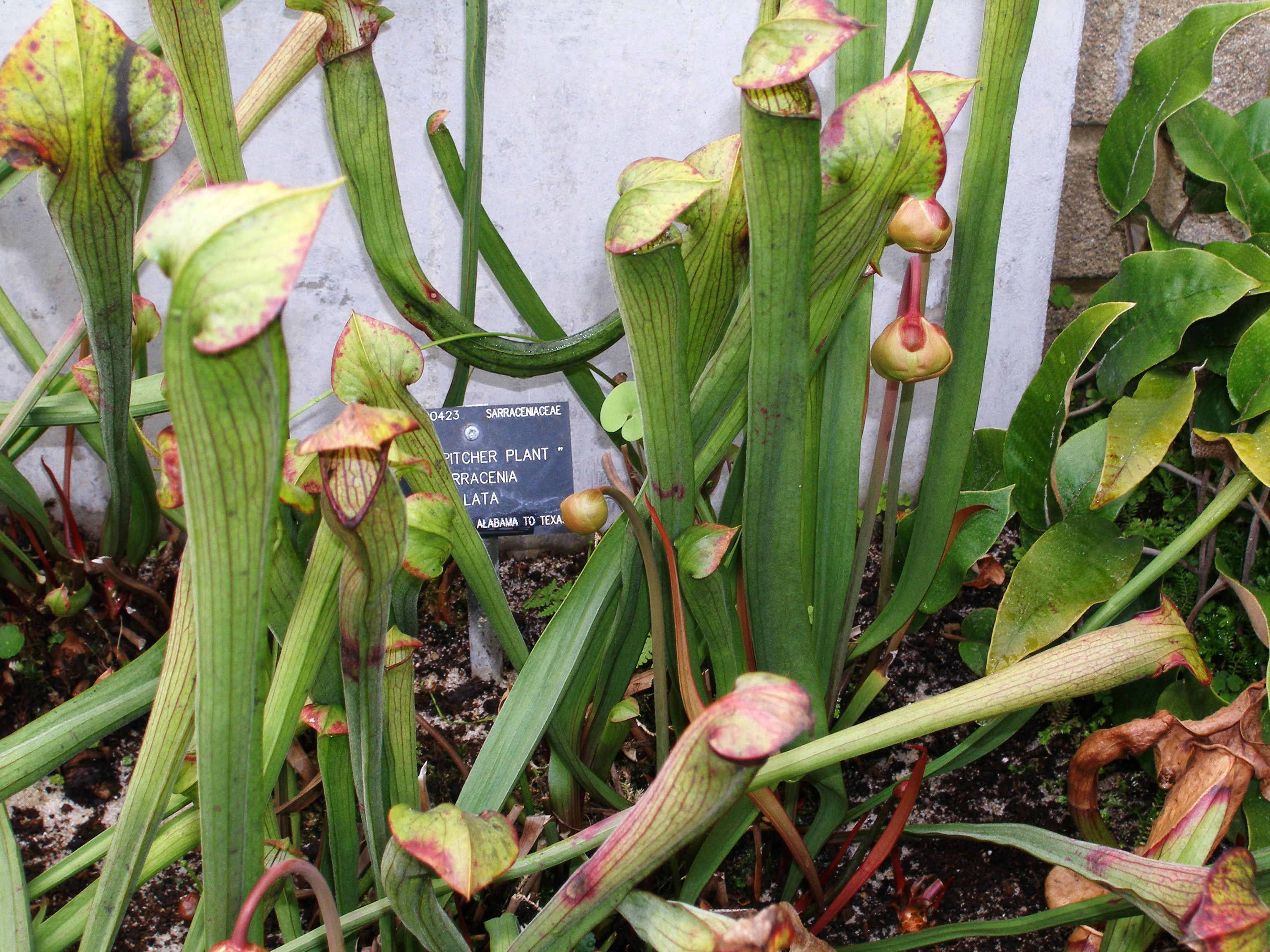